# Оппенгейм, Борис Рафаилович
Бори́с Рафаи́лович Оппенге́йм (род. 22 сентября 1957, Москва) — советский и российский музыкант, аранжировщик, композитор, продюсер, один из основателей группы «Рок-Ателье».

## Биография
Борис Оппенгейм родился 22 сентября 1957 года в Москве, в семье пианиста, аккомпаниатора и концертмейстера Рафаила Борисовича Оппенгейма; мать — Жозефина Зиновьевна Оппенгейм (19 июня 1929 — ?). Отец до войны играл в различных джазовых коллективах, после войны работал в ансамбле Моисеева, потом перешёл в спорт, аккомпанировал выступлениям гимнасток сборной СССР. Сам Борис с шести лет занимался музыкой, в 1972 году окончил музыкальную школу. В 1977 году окончил училище имени Гнесиных по классу фортепиано.
С 1978 года по 1979 год в качестве музыканта  работал в ансамбле «Диссонанс», который придерживался авангардного курса и играл исключительно инструментальную музыку. В 1976 году гастролировал также по Северному Кавказу в составе музыкального коллектива «Ровесники». После распада «Диссонанса» Борис некоторое время работал в «МОМА» (Московское объединение музыкальных ансамблей), вечерами выступал в качестве музыканта в ресторанах с Михаилом Звездинским, Аркадием Северным, Александром Клевицким и другими артистами, а днём трудился концертмейстером в спортивной школе по художественной гимнастике. 
Весной 1980 года Оппенгейм присоединился к группе «Виктория», в которой играли Павел Смеян и его брат-близнец Александр.  В сентябре того же года совместно с Крисом Кельми и Павлом Смеяном стал одним из основоположников группы «Рок-Ателье». В составе этого коллектива Борис Оппенгейм работал клавишником, играл музыкальное сопровождение спектаклей  театра «Ленком» («Автоград XXI», «Тиль», «Звезда и смерть Хоакина Мурьеты», «Юнона и Авось» и «Люди и птицы»). Зимой 1980 года группа записала музыку к мультфильму «Пёс в сапогах» (Оппенгейм сочинил музыку для двух номеров: «Песня летучих мышей» и знаменитый блюз пса-гасконца «О, наконец, настал тот час...» , который блистательно исполнил актёр Николай Караченцов), а ещё через год — к мультфильму  «Парадоксы в стиле рок». Несмотря на плотный гастрольный график «Ленкома», музыканты проявляли фантастическую работоспособность, в короткие промежутки между спектаклями готовя собственную программу и выступая с концертами, выезжали на гастроли с Александром Абдуловым и Леонидом Ярмольником (работали после них вторым отделением на творческих встречах со зрителями). Кроме того Борис был аккомпаниатором на концертных выступлениях Николая Караченцова.
В сентябре 1984 года Оппенгейм ушёл из «Рок-Ателье» из-за противоречий с Крисом Кельми, хотя ещё год числился в театре, иногда работал. Окончательно из «Ленкома» Борис  ушёл в 1985 году, когда его, Павла Смеяна и Юрия Титова композитор Максим Дунаевский пригласил в Государственный эстрадный оркестр РСФСР, который возглавил через некоторое время после смерти Леонида Утёсова. Дунаевский был художественным руководителем этого оркестра, а музыкальным руководителем — его давний соратник Дмитрий Атовмян. Идея была — сделать броский молодёжный состав с ярким, современным шоу, световыми и сценическими эффектами и современными аранжировками. Аранжировки оказались действительно прекрасными, солистов оркестра (Павла Смеяна, Ирину Понаровскую и Андрея Давидяна) публика воспринимала хорошо. Были все возможности поднять этот оркестр, влачивший последние годы жалкое существование, до уровня времен Леонида Утёсова, однако сделать этого всё же не удалось. 
Весной 1987 года из оркестра ушла Понаровская, потом Смеян, а затем — сам Дунаевский и ведущие музыканты Одновременно в 1986 году (по приглашению Вадима Голутвина) тоже в качестве клавишника совместно с Юрием Титовым и Павлом Смеяном Оппенгейм присоединился к рок-группе «СВ», в которой играл некоторое время..
Затем в течение двух лет играл в аккомпанирующем составе Ларисы Долиной, работавшей тогда от Ульяновской филармонии. 
После этого практически нигде не играл, при участии композитора Вадима Лоткина создал свою первую студию звукозаписи.
Как композитор Борис Оппенгейм писал песни на стихи Юрия Гука, Фёдора Филиппова, Бориса Баркаса, Павла Грушко. Их в разное время исполняли Николай Караченцов, группа «Белый орёл»  и другие исполнители. Однако, по признанию самого Оппенгейма, у него не было цели становиться композитором. В 1995 — 2010 годах — руководил студией звукозаписи «БОП» при театре «Ленком», на которой в 1999 году была записана рок-опера Павла Смеяна «Слово и Дело». Борис Оппенгейм выступил в качестве музыкального продюсера данного проекта. На его студии записывали свои песни такие исполнители, как Филипп Киркоров, Николай Караченцов, Валерий Леонтьев, Павел Смеян, Лариса Долина, группа «Белый орёл», группа «Несчастный случай», композиторы Руслан Горобец, Елена Суржикова и многие другие. 
В 2010 году оставил творческую деятельность. Живёт в Москве.

## Семья
Жена — Анна Оппенгейм. Сыновья — Максим (род. 1984), Рафаил (род. 2010) и Григорий (род. 2016)

## Фильмография

### Композитор
- 1981 — «Пёс в сапогах» (мультфильм) — написал музыку совместно с Крисом Кельми и Павлом Смеяном
- 1982 — «Парадоксы в стиле рок» (мультфильм) — написал музыку совместно с Крисом Кельми и Павлом Смеяном[1]

### Роли в кино
- 2003 — «Каменская-3. (Когда боги смеются)» — эпизод[9]

## Дискография

### Песни и музыка Бориса Оппенгейма в сборниках
- 1981 — Группа «Рок-Ателье» «РАСПАХНИ ОКНО» (винил)
- 1982 — Группа «Рок-Ателье» «СВЕЖИЙ ВЕТЕР» (винил)
- 1997 — Группа «Белый орёл» «ПТИЦА ВЫСОКОГО ПОЛЁТА» (CD)
- 2001 — Группа «Рок-Ателье» «Я ПЕЛ, КОГДА ЛЕТАЛ» (CD)
- 2007 — «Антология песен Николая Караченцова» (12 CD)[1][15]
- 2014 — Николай Караченцов «Лучшее и неизданное» (2 CD)[16]

### Известные песни
- «В час хороший на закате...» (слова Юрия Гука), исполняет Николай Караченцов
- «Если б, если б, если б....» (слова Юрия Гука), исполняет Николай Караченцов
- «Кроме одного» (слова Юрия Гука), исполняет Николай Караченцов
- «Молитва» (слова Юрия Гука), исполняет Николай Караченцов
- «В Смольном бал» (слова Юрия Гука), исполняет Николай Караченцов
- «Говори мне, говори...» (слова Юрия Гука), исполняет группа «Белый орёл»[1][17]